# Fantiscritti

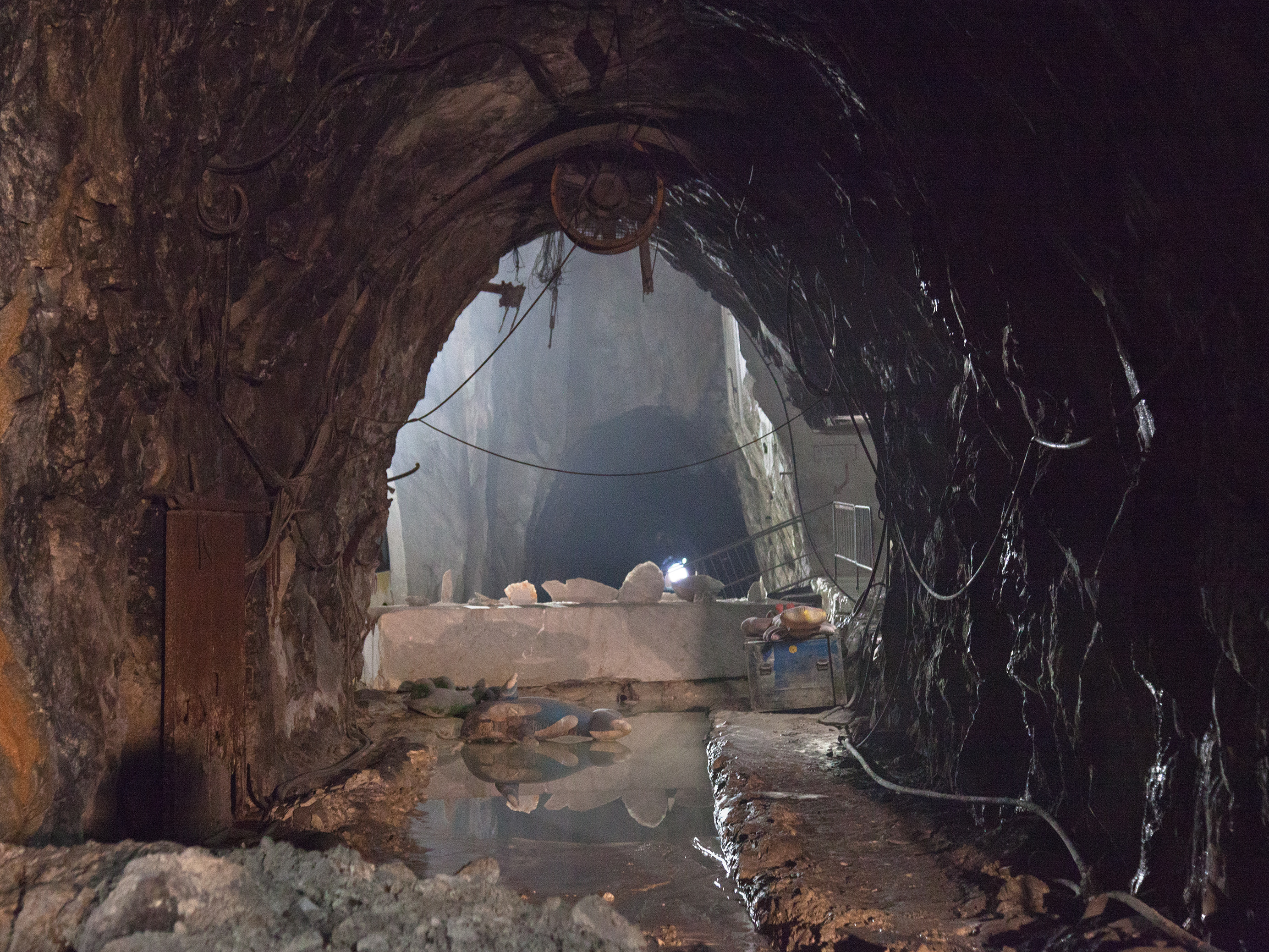
Bild des unterirdischen Steinbruchs Galeria Ravaccione.

Mit Fantiscritti wird ein Berg in den Apuanischen Alpen und ein bedeutsames Steinbruchgebiet für Marmor über dem kleinen Ort Miseglia oberhalb Carraras bezeichnet. Es handelt sich um eine der drei bedeutsamen Abbaustätten von Carrara-Marmor.

## Name und Bedeutung
Der Berg Fantiscritti ist 630 Meter hoch. Der Name stammt von einem kleinen römischen Tempel, einer Ädikula, aus dem 3. Jahrhundert, der in einem Steinbruch gefunden wurde. Auf der Ädikula sind Herkules mit Jupiter und Bacchus darstellt. Auf dieser Votivtafel befindet sich unterhalb eines Architekturbogens von links nach rechts, Herkules mit Keule und Löwenfell, Jupiter und Kionysos mit dem Pantherzepter. Im Jahre 1442 fand diese Tafel Cyriacus von Ancona in gutem Zustand. Auf dieser Tafel ritzten seit der Renaissance Besucher ihre Namen ein; die erste Ritzung stammt aus dem Jahr 1584 und neueste von 1840. Im Jahre 1863 wurde dieses Artefakt in die Kunstakademie in Carrara transportiert.
Die Steinbrüche von Fantiscritti wurden von bedeutenden Bildhauern seit der Renaissance besucht. In den Steinbrüchen von Fantiscritti wurden Einritzungen der Namen von Antonio Canova, dem Hauptvertreter der klassizistischen Steinbildhauerei und Giambologna, einem flämisch-italienischen Steinbildhauer der Florentiner Schule des Manierismus und Frühbarock, gefunden.

## Unterirdischer Steinbruch
Im Talbecken von Fantiscritti, in dem sich etwa 30 Steinbrüche befinden, werden die Marmorsorten Ordinario (weißlich), Venato (weiß und grau), Cremo (hellgrau) und früher der Zebrino (grau-grün gestreift) bei Ponti di Vara gebrochen. Bei Ponti di Vara befinden sich zwei steinerne Bogenbrücken, über die die ursprüngliche Marmorbahn führte. Die fünfbogige Brücke wird heute als Straße benutzt.
In dem Talbecken befindet sich der unterirdische Steinbruch Galleria Ravaccione, der besichtigt werden kann. Erreicht werden kann der Steinbruch in einem 1.200 Meter langen Tunnel. Die Qualität dieses Marmors wurde in der Tunnelmitte entdeckt, als man einen Tunnel durch diesen Berg schlug, um die Täler Fantiscritti und Torano zum Marmortransport miteinander zu verbinden. Dieser Tunnel wird heute nur noch einbahnig bis zum unterirdischen Steinbruch bei 600 Meter in der Mitte des Tunnels benutzt. Über diesem Tunnel befinden sich ein hoher „Marmor-Berg“ und ein weiterer offener Steinbruch. Der Tunnel kann im Rahmen einer geführten Tour befahren und der Steinbruch von Touristen besichtigt werden.

## Marmormuseum
Vor dem unterirdischen Steinbruch Galleria Ravaccione befindet sich ein privates Marmormuseum im Freien und ein Platz, auf dem Freiluft-Konzerte und Theateraufführungen stattfinden. Ein Marmormuseum, das von Walter Danesi betrieben wird, zeigt zahlreiche Ausstellungsstücke aus Carrara-Marmor, traditionelle Werkzeuge und Maschinen im Freien und eine karg ausgestattete Holzhütte, die so eingerichtet ist, wie die Steinhauer früher in den Bergen Carraras lebten. Vor dem Museum befindet sich ein Andenkenladen und gegenüber ein Bistro, in dem die Steinarbeiter und andere zu Mittag essen. In unmittelbarer Nähe des Museums befindet sich eine Bildhauerwerkstatt, in der zwei über einen PC gesteuerte Roboter Skulpturen aus Marmor herausfräsen, die anschließend von Steinbildhauern fein überarbeitet werden.
Fantiscritti hatte zwei Verladestation für Rohblöcke aus Carrara-Marmor, die von der Carrara-Marmorbahn bedient wurden, die von August 1876 bis zu ihrem Ende im Februar 1969 betrieben wurde. Nach dem Betriebsende erfolgte der Marmor-Transport mit LKWs.

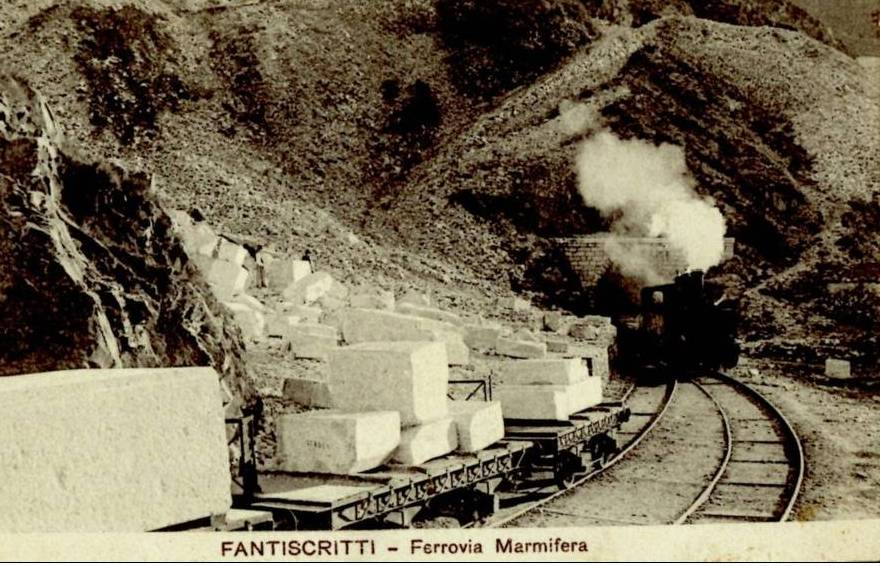
Bahnstation Fantiscritti (1917).
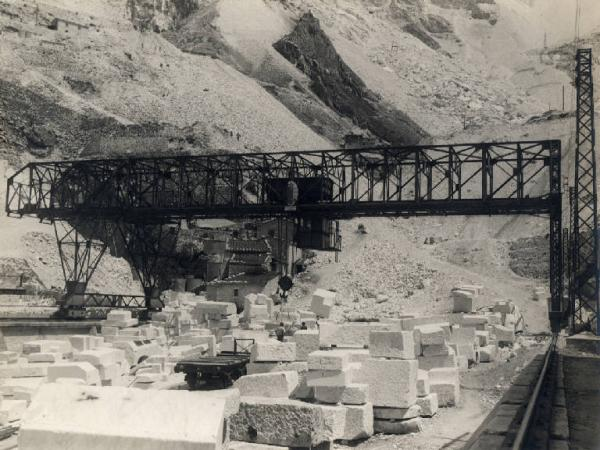
Ladekran an der Bahnstation Fantiscritti (zwischen 1922 und 1930).
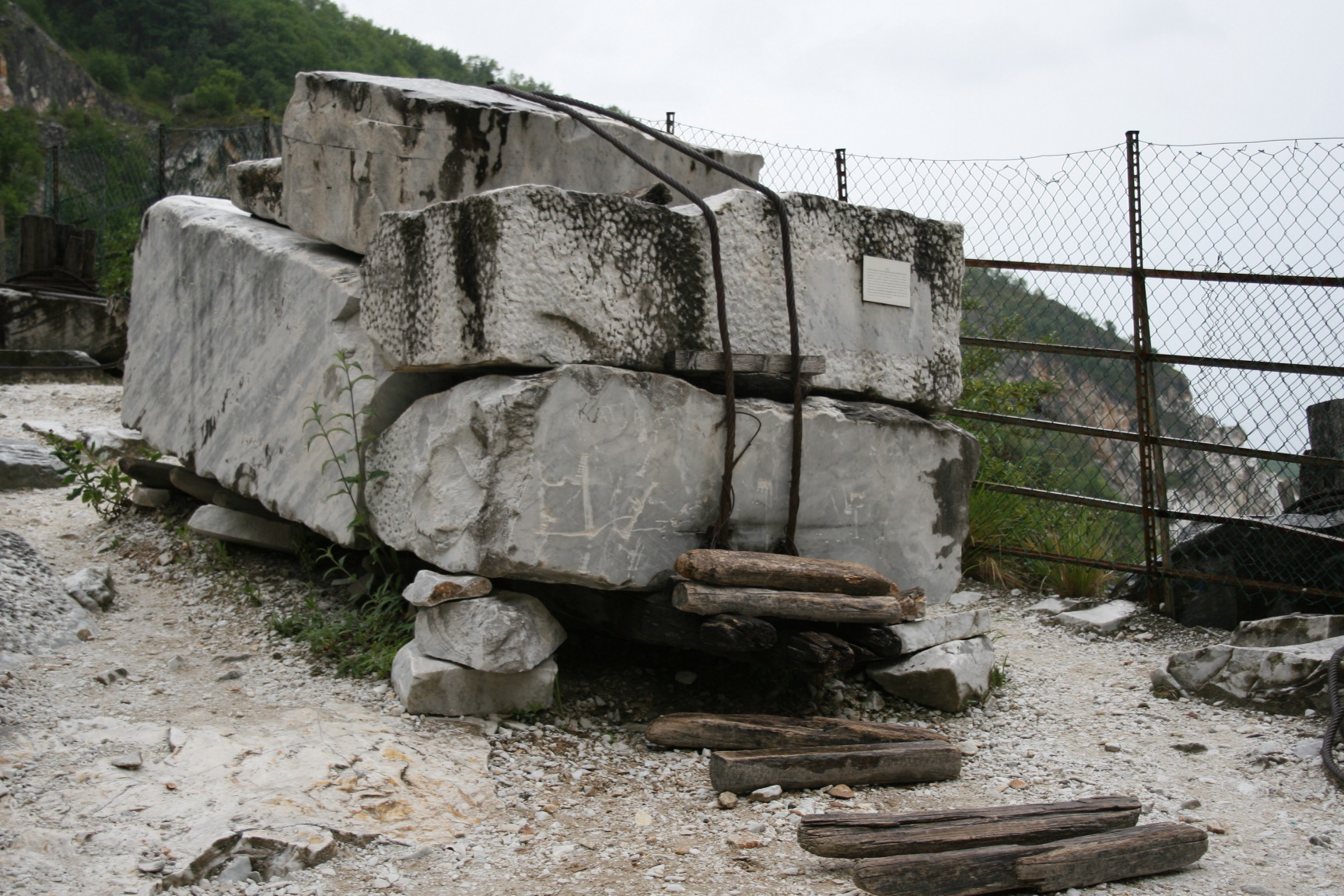
Im Marmormuseum von Fantiscritti befindet sich ein Beispiel für den früheren Steintransport mit der sog. Lizzatura aus den Bergen Carraras.